# Jaroslav Seifert
Jaroslav Seifert (Praga, 23 settembre 1901 – Praga, 10 gennaio 1986) è stato un poeta e giornalista ceco.

## Biografia

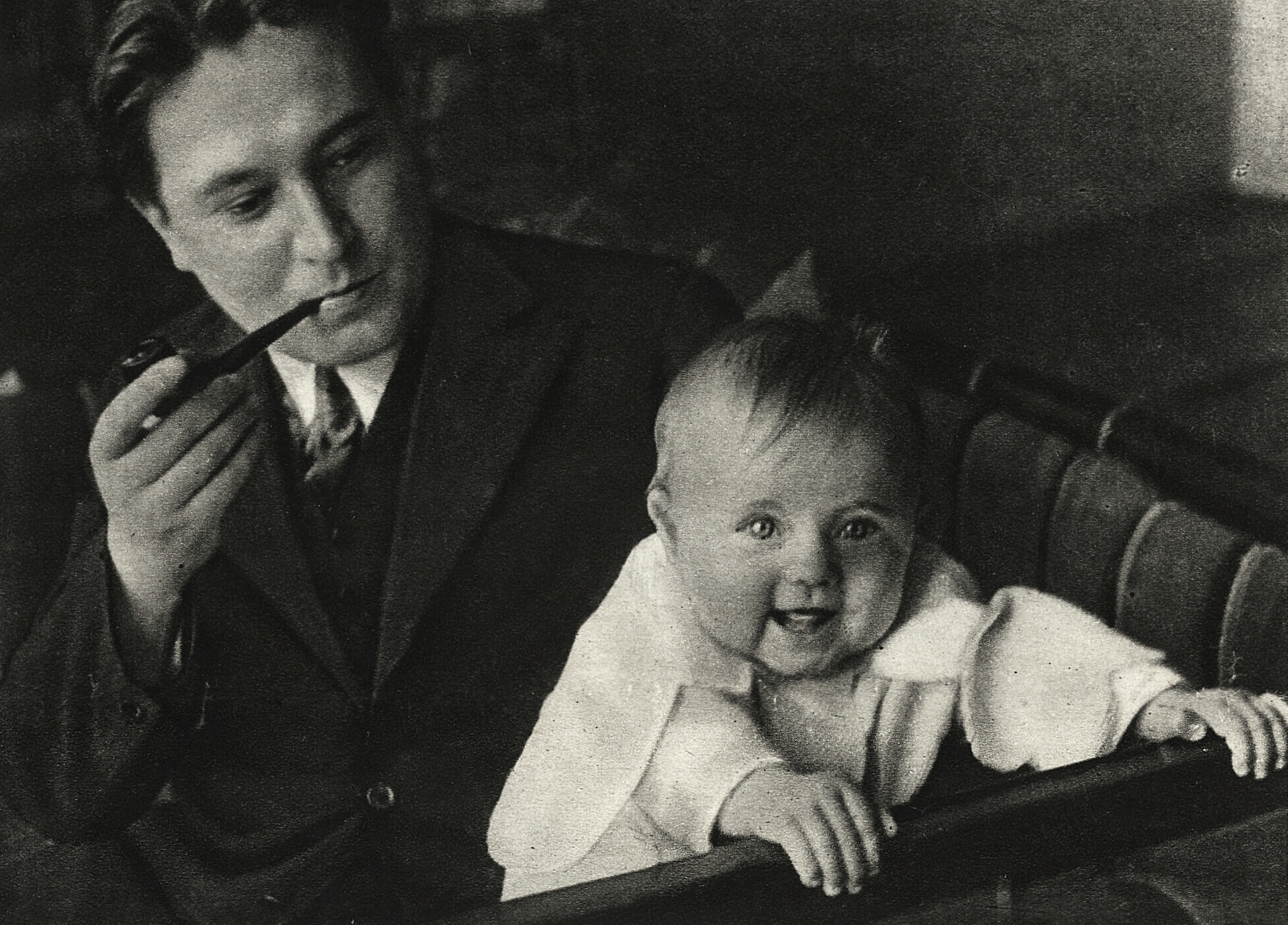
Jaroslav Seifert all'età di trent'anni

Poeta e giornalista, nel 1984 diventò il primo ceco a vincere il premio Nobel per la letteratura. Oltre ad aver scritto trenta raccolte poetiche, Seifert ha pubblicato opere letterarie per bambini. Nel suo paese è stato considerato sia come poeta, sia come simbolo della libertà di espressione. Nelle sue poesie Seifert ha celebrato Praga e l'eredità culturale del suo paese. Il suo modo di comporre è stato elogiato per il relativo stile colloquiale, humour e sensualità.
Jaroslav Seifert nacque a Žižkov, un sobborgo della classe operaia di Praga, in una famiglia povera. Suo padre era stato fabbro, poi venditore di quadri e infine operaio in fabbrica. Seifert passava i suoi pomeriggi a trasportare le merci ai clienti a Praga. Nella sua gioventù ha ammirato la rivoluzione russa del 1917 e diventò un socialista. Costretto ad abbandonare i suoi studi superiori, Seifert iniziò la sua carriera come giornalista. La ricerca di un ideale di vita e di un indirizzo culturale che rispondessero in qualche modo alla sua esperienza di giovane cresciuto in una periferia operaia e che aveva conosciuto la miseria e gli orrori della prima guerra mondiale, lo portò ad aderire al Partito Comunista. Dal 1923 al 1929 lavora per la stampa del Partito Comunista Rudé právo e nel marzo del 1929 sottoscrive il "Manifesto dei sette scrittori comunisti" (Autore del manifesto fu I. Olbrach, gli altri firmatari furono, oltre a Seifert, J. Hora, M. Majerová, H. Malirová, St. K. Neumann, Vancura) con il quale rifiuta la nuova direzione stalinista del Partito Comunista della Cecoslovacchia e per questo viene espulso dal Partito.
Nel 1923 Seifert fece il suo primo viaggio a Parigi con Karel Teige, e là adottò nuove idee letterarie. Risale invece al 1924 il viaggio fatto in Italia e agli anni 1925-1928 il viaggio nell'Unione Sovietica, in Austria e in Svizzera. Grazie alle conoscenze approfondite comunicando con i diversi ambienti culturali aiutò a fondare negli anni venti un movimento letterario dell'”avant-garde” denominato Devětsil, che è stato influenzato dallo scrittore francese Guillaume Apollinaire. Si sviluppa il suo gusto per le metafore, per l'iperbole, le bizzarrie, i paradossi e per quelle associazioni di concetti tra loro distanti e senza alcuna connessione apparente che il poetismo, cresciuto dalla base della poesia proletaria, andava teorizzando in quegli anni recuperando gli insegnamenti delle avanguardie artistiche europee. Importante per la sua formazione è l'amicizia con il poeta František Halas e in seguito con tutti i rappresentanti delle avanguardie ceche nel periodo che intercorre tra le due guerre, nonché con molti poeti francesi e russi.
Nel vivace dibattito di quegli anni, la sua prima raccolta, Město v slzách (1921, Città in lacrime) troviamo la descrizione quasi naturalistica di Praga città di pene e sofferenze. Si distinse per il tono spontaneo, l'ingenuità espressiva e una sorta di primitivismo compositivo in cui traspare una costante ricerca della rima, che non sempre però è a portata di mano e spesso deve essere sostituita dall'assonanza. Questa raccolta fu decisamente influenzata dal movimento della Poesia Proletaria. In Samá láska (1923, Solo amore) il poeta espresse il suo desiderio per la rivoluzione e il suo ottimismo. Qui l'arte proletaria comincia a definire meglio alcuni principi della sua poetica, come per esempio la scelta del verso libero e la celebrazione della modernità nei suoi vari aspetti. Del 1925 è Na vlnách TSF (Sulle onde del Telegrafo Senza Fili). All'interno di questa raccolta si trova un altro bell'esempio di poesia proletaria Svatební cesta (1925, Il viaggio di nozze) dove troviamo una versificazione regolare con la presenza di distico finale (figura metrica personale del poeta) e introducendo il tema dell'amore. Slavík zpívá špatně (1926, L'usignolo canta male) è stato pubblicato dopo il viaggio di Seifert in URSS ed è stato influenzato dal movimento Dada e dal Surrealismo. È caratterizzato da versi corti, allineati e rimati – il linguaggio degli slogan e delle agitazioni politiche, familiare dopo i lavori di Vladimir Majakovsky. Nel 1930 Seifert diventò redattore capo del mensile di teatro Nová scéna. Ha collaborato inoltre con diversi giornali dagli anni trenta ai Quaranta.
Nel 1929 Seifert era fra i sei noti scrittori e poeti che avevano rifiutato di seguire la linea “Moskow” di Klement Gottwald - opposizione sistematica alla legittimità della Repubblica Cecoslovacca. Negli anni, Seifert aveva sviluppato un atteggiamento critico verso il socialismo e la sua chiamata nell'Unione Sovietica non ha aumentato il suo entusiasmo circa il comunismo. Nel 1929 fu espulso dal Partito. Anche questa sarà una rottura irreversibile. Il poeta si rende forse conto che non sono i grandi sommovimenti sociali a dare all'uomo la felicità cui aspira e dal cui desiderio muove la sua prima poesia; compare anche una certa tendenza a ricreare nella figura del poeta un'unità, o forse meglio un equilibrio, tra vita, passioni e mondo. E in questo anno, con la raccolta Poštovnĺ holub (Il piccione viaggiatore), inizia a separare la sua strada da quella dell'avanguardia poetista. 
Dopo quattro anni di riflessione, esce la nuova raccolta Jablko z klína (1933, La mela dal grembo) che contrassegnò l'emersione del suo nuovo stile. È l'interesse per i dettagli della vita quotidiana, avvolti dalla nostalgia dolce dei ricordi dell'infanzia e della prima giovinezza e dalla composta malinconia del tempo che passa, a ricreare nel Seifert di questa nuova fase (che durerà fin dopo la seconda guerra mondiale) l'armonia del lirico con il mondo, rendendo la sua poesia più intima e familiare. A questo corrisponde l'indebolimento delle perifrasi, della metaforicità, il ritorno alla denominazione diretta, l'uso della lingua parlata, una maggiore cura per la musicalità della composizione che con il verso rimato, ritmicamente perfetto e la divisione in strofe, acquista una melodicità neoclassica, inaspettata per la poesia ceca di questo secolo.
Un certo numero di poemi trattano dell'amore - oggetto dominante in Ruce Venušiny (1936, Le mani di Venere). Seifert si avvicinò ideologicamente ai Social Democratici, che avevano lavorato all'interno della democrazia parlamentare. Inoltre come poeta Seifert visse un processo del rinnovamento: cercò l'ispirazione dalla tradizione poetica ceca, evocante una figura quasi mitologica della madre, ritratta nelle esperienze di vita di tutti i giorni. Nel 1938 apparve il testo quasi profetico di Seifert, Zhasněte světla (Spegnete le luci), dopo il "tradimento" della Cecoslovacchia a Monaco di Baviera. La poesia che dà il titolo alla raccolta, che tratta la minaccia nazista che pende sopra Praga, è una delle più famose.
Durante la conquista nazista della Cecoslovacchia, Seifert continuò a scrivere i poesie che hanno espresso l'angoscia della sua madrepatria. Přilba hlíny (1945, L'elmo di terracotta) celebrò l'insurrezione di Praga del 1945 contro il Nazismo. Con questo lavoro Seifert conquistò conoscenza come poeta nazionale ceco. Si identificò completamente con il dolore della gente ed espresse la sensibilità della gente comune verso il tradimento e la speranza per la sopravvivenza. Nel 1966 Jaroslav Seifert si erge sotto ogni aspetto a poeta nazionale, perpetuando l'antica tradizione della storia di Boemia secondo cui sono i poeti a tenere viva la coscienza della nazione quando tutto sembra ormai perduto e l'annichilimento prossimo.
Durante gli anni 1945-1948, pubblicò il Kytice mensile letterario. Tra il 1945 e il 1949 Seifert curò Práce, il quotidiano del sindacato. Quando la Cecoslovacchia rientrò nella dominazione Comunista dei pro-Soviet, Seifert ritornò ai temi apolitici cominciando ad occuparsi di letteratura per bambini. Nel 1948 rifiutò qualsiasi compromesso dopo che il Comunismo assunse il controllo. 
Nel 1956 ricompare nella vita pubblica con un coraggioso intervento al II Congresso dell'Unione degli scrittori cecoslovacchi contro i crimini dello stalinismo e per la riabilitazione di tutti gli scrittori ingiustamente perseguitati. Subito dopo, però, una lunga malattia lo terrà molto tempo lontano dai suoi lettori. Diventò un portavoce per la libertà artistica e criticò le politiche culturali del governo. Disse: "Se uno scrittore è silenzioso, sta mentendo."
Nessuno forse pensava che Seifert avrebbe aggiunto qualche tratto di novità alla sua biografia poetica quando nel 1965 esce Koncert na ostrově (Il concerto sull'isola), e invece con questa raccolta iniziava un nuovo ciclo, che potremmo definire di riflessione sulla vita, vista come uno sterminato mare di amarezza, ma che pure contiene qualche dolce goccia di felicità. 
Ma l'opera di Seifert non si ferma alla versificazione. Tradusse Aleksandr Blok, Guillaume Apollinaire, Ganjavi Nizami, Il Cantico dei cantici, Paul Verlaine e altri autori.
Nel 1966 lo Stato gli conferì il titolo di Artista nazionale e nel 1968 ottenne il Premio di Stato per Il Concerto sull'isola, Halleyova kometa (1967, La cometa di Halley), La fusione delle campane, ma condannò l'invasione sovietica del suo paese, che mirò ad arrestare tutte le tendenze liberali. Nel 1969 fu eletto presidente della commissione di riabilitazione della neofondata Unione degli Scrittori Cecoslovacchi, ma si dimise presto per protesta contro l'oppressione sovietica. Durante gli anni settanta, dopo che il poeta fu sottoposto al divieto di pubblicazione (per le riedizioni fino al 1975, per i libri nuovi fino al 1979), i suoi lavori circolarono tramite edizioni clandestine e samizdat. Nel 1977 firmò, assieme ad altre cinquecento persone, la Carta dei diritti dell'uomo.
Dopo una decennale parentesi di silenzio e dopo la sottoscrizione ad uno dei primi documenti di Charta 77 a favore della libertà di espressione, nel 1978 esce Deštník Piccadilly (L'ombrello di Piccadilly). Scrisse nei 'Finger Prints' (pubblicate ne L'ombrello di Piccadilly, del 1985): "Forse ho commesso contro la moralità pubblica, io non so! Non conosco niente circa la legge. Tuttavia sono stato condannato ad una punizione lunga tutta una vita. Se l'amore è un labirinto circondato di specchi brillanti, ed è così, ho attraversato la relativa soglia e sono entrato. E dallo scintillio affascinante degli specchi non ho trovato l'uscita che in questo giorno."
Il suo Morový sloup (1977, La colonna della peste), un singolo e lungo poema, a causa della censura dovette essere pubblicato all'estero. La poesia di Seifert fu duramente attaccata da un critico del Partito Comunista per l'approfondimento del soggettivismo, in contrasto col ruvido materialismo e realismo socialista. I suoi scritti guadagnarono per la prima volta l'attenzione dei lettori anglofoni. Seifert utilizzò un monumento di Praga vecchio di trecento anni come simbolo del destino, dell'amore e della storia dei cechi. In esso Seifert scrisse: "Credo che la ricerca di parole belle sia migliore di uccidere ed assassinare".
La sua lunga esperienza umana gli permette ora di guardare le cose attraverso lo spettro dei ricordi, che le rende distanti e oggettive, di parlare con i tanti amici poeti già morti e di ironizzare sui propri ancora tanto vivi desideri. Nell'universo poetico di quest'ultimo Seifert, fatto di ricordi e di sogni, in cui anche lo stesso scenario di Praga sembra perdere i contorni reali per elevarsi a simbolo di un'età dell'oro nella quale bellezza e libertà camminavano solo insieme, ogni cosa ha il suo posto e il suo nome e il verso non ha bisogno di tanti orpelli che gli diano forza evocativa...
I suoi "ricordi" (e non "memorie", come teneva a precisare), Všecky krásy světa (1981, Tutte le bellezze del mondo) furono pubblicati all'estero. Nel 1983 pubblica la raccolta di poesie Esser poeta, nella Casa editrice Scrittore Cecoslovacco di Praga.
Premio Nobel per la letteratura nel 1984, Seifert ha incarnato da un lato il ruolo di poeta civile, accompagnando, al tempo dell'avanguardia poetica, le sofferenze e le speranze rivoluzionarie della sua gente; dall'altro ha coltivato una vena poetica intima e privata, in cui emerge l'ombra malinconica del passato e il ricordo degli amici e dei compagni, ai quali, al di là delle diverse visioni del mondo, era legato dalla profonda solidarietà di poeta umanista. La spontaneità e la freschezza della poesia di Seifert hanno risuonato con lo stesso vigore dagli esordi fino agli ultimi lavori, esprimendo la gioia del fare poesia e, non in ultimo, il suo rapporto immediato con le cose e gli eventi, il suo instancabile sforzo di ricostruire un rapporto armonico tra poesia e vita che lo ha reso una della voci più originali nel panorama della poesia del Novecento.
In questa raccolta di memorie Seifert ha ricreato lo spirito dell'avanguardia ceca fra le due guerre mondiali e durante l'occupazione del Nazismo. Troppo vecchio e ammalato per viaggiare a Stoccolma a ritirare il premio, il poeta ha piacevolmente accolto la notizia dall'ospedale. Il governo per niente eccitato circa il premio ricevuto rifiutò di dare un permesso di uscita a suo genero e alla sua segretaria di andare a Stoccolma in sua vece.
Il suo verso, creando una musicalità diversa e sempre nuova, ha smesso gli abiti logori della regolarità, del ritmo e della rima, per sciogliersi in una lunga narrazione, talvolta interrotto solo da un'esclamazione e spesso intercalata dagli "oramai" di un uomo che sa che la morte si approssima e il tempo è diventato troppo breve per soddisfare ancora i suoi desideri.
Seifert morì a Praga il 10 gennaio 1986. Come artista della gente, Seifert ebbe diritto ad un funerale di stato, trasformatosi in un evento nazionale.
Seifert è stato tradotto molto poco in Italia prima del Nobel, nel 1975 dall'esperto in letteratura ceca Angelo Maria Ripellino. Sergio Corduas curò la raccolta di poesie Vestita di luce, nella quale inserì una prefazione (Praga, il sigillo che sta sulla piaga) che chiarisce molto bene oggetti e i punti oscuri della poetica di Seifert. Dopo il Nobel si notano traduzioni di Ela Ripellino e Alena Wildova Tosi

## Poetica
La poesia di Seifert può dividersi in tre periodi: il canto poetistico, il canto in rima e quello civile e infine il canto in verso libero. 
Ed è proprio questo terzo periodo, il più difficile da tradurre, che sorprese chi lo aveva già premiato e "catalogato" come il tenero cantore di Praga. In questi ultimi versi infatti il poeta usa una scrittura coraggiosa che utilizza il verso libero spesso colloquiale e prosastico, alternato da brevi e oscure ellissi e con un continuo e impercettibile allontanarsi sia dalle cose che dal proprio discorso poetico.
Il tema intorno a cui ruota tutta la sua poesia è Praga e nessuno ha cantato Praga come Seifert. Questa è una città di amore e "magica", perché in essa possono sempre germogliare i fiori e l'amore, ma è anche "tragica", non tanto per le guerre, le invasioni, il destino di tanti praghesi, ma perché proprio in Praga la morte coincide con la vita.
Praga è per Seifert la donna più amata e la donna-vita, come la città-vita, viene amata quando sboccia. Della donna-morte, Seifert parla poco, certamente per pudore e lascia a un dottore dire ciò che teme possa essere vero.
Seifert comunque, dal punto di vista oggettivo e filosofico, non teme il conflitto tra la vita e la morte, ma sul piano soggettivo e psicologico (la donna) ne sente tutta la drammaticità.